# 프라이드 런던

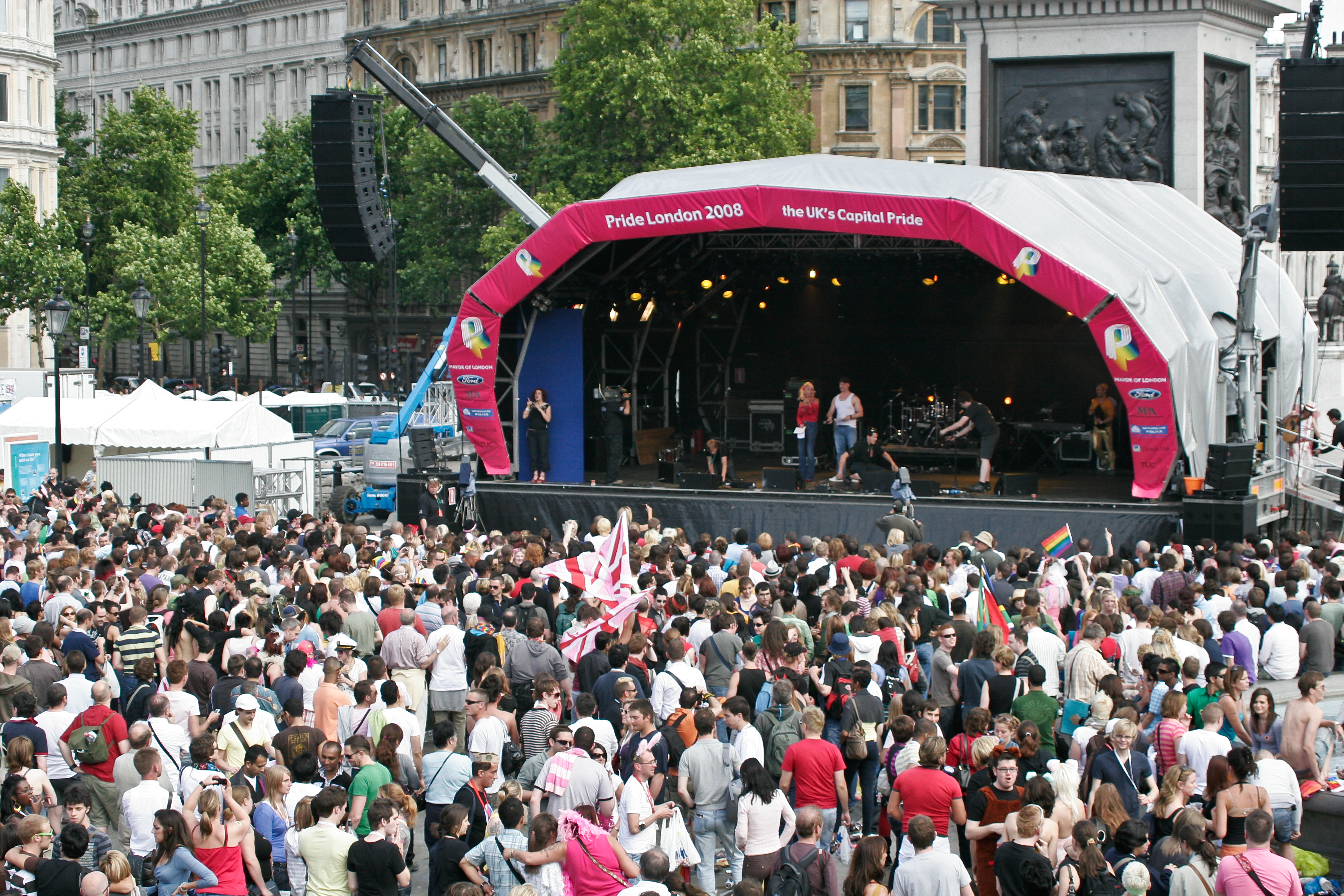

프라이드 런던(PRIDE LONDON)은 매년 여름 영국의 런던에서 열리는 LGBT 프라이드 페스티벌이다.
프라이드 런던은 영국에서 가장 긴 행진 중 하나이며 약 백만명의 방문객을 끌어들인다. 축제 행사와 위치는 매년 다르며, 런던의 상징적인 옥스퍼드 거리를 폐쇄하는 유일한 이벤트이기도 하다.